# 킹덤 빌더
킹덤 빌더(Kingdom Builder)는 도널드 박카리노(Donald X. Vaccarino)가  설계한 전략 보드 게임으로 퀸 게임스(Queen Games)사가 2011년에 올리버 슐레머(Oliver Schlemmer)의 삽화와 함께 독일, 영국 및 국제 버전(영어, 불어, 네델란드어, 스페인어, 독일어)으로 출판했다. 핀란드-스웨덴어 버전은 로타펠릿(lautapelit.fi)사가 2012년에 출시했다.
킹덤 빌더는 각 플레이어가 다양한 위치에 ‘정착민의 주택’을 놓음으로써 왕국을 설계하는 건설게임으로 가장 많은 금화를 획득한 플레이어가 승자가 된다.  금화는 게임 종료시에 획득하며, 게임을 시작할 때 제시된 임의의 3가지 규칙에 의해 주어진다. 규칙은 간단하지만, 임의로 선택된 보드(8개 중에서 4개 선택)와 규칙(10개 중에서 3개 선택), 카드 추첨의 운 및 자원 경쟁으로 인해 각 게임마다 다르게 플레이된다.  또한, 2012년에 ‘올해의 게임(Spiel des Jahres )’상을 수상했으며,  같은 해에 ‘독일 게임’상(German game prize), ‘올해의 최고 10개 게임’ 중에서 7번째를 차지했다.

## 게임 방식
게임에는 8개의 다른 보드판이 있으며,  각 보드판에는 6각형의 지형이 100개로 구성되어 있다.  건설에 적합한 지형 종류는 5가지이며, '협곡', '사막', '꽃밭', '숲' 및 '잔디'가 해당된다. 건설에 적합하지 않은 지형 종류는 4가지이며, '성', ‘위치’, '산' 및 '물'이 해당된다. 게임 시작시, 4개의 보드판을 임의로 선택한 후 1개의 사각형으로 만든다. 3개의 킹덤 빌더 카드를 임의로 추첨해서 펼쳐 놓는다. 그 카드에 금화를 획득하는 규칙이 설명되어 있다. 예를 들면, 한 카드에는 산 옆에 정착민의 주택을 놓으면 금화를 획득할 수 있다고 설명되어 있으며, 다른 카드에는 정착민의 주택을 수평선으로 나열하면 금화를 획득할 수 있다고 설명되어 있다.
각 플레이어의 차례에 취할 수 있는 행동은 다음과 같다.
- 필수 행동: 플레이어는 지형 카드를 추첨한 후 보여준다. 3개의 정착민 주택 토큰을 건설 규칙을 고려해서 그 카드 타입과 같은  6각형의 빈 지형에 놓는다.
- 추가 행동: 이전 차례에서 획득한 ‘위치 타일’이 있다면, ‘필수 행동’ 전후에 ‘위치 타일’의 규칙에 따라 ‘추가 행동’을 취할 수 있다. 예를 들면, 정착민 주택 토근을 추가로 놓거나 기존의 정착민 주택 토큰을 이동할 수 있다.
- 위치 타일 수집: 플레이어가 6각형의 위치 옆에 정착민 주택 토큰을 건설할 때마다, 즉시 위치 타일을 획득할 수 있다.  이 때,  같은 6각형의 위치에서는 한 번만 위치 타일을 획득할 수 있으며, 위치 타일 획득 후에 위치 타일 옆에 있던 정착민 주택 토큰을 전부 이동하면 그 플레이어는 위치 타일을 폐기해야 한다.
- 차례 끝내기:

플레이어는 지형 카드를 폐기하고 지형 카드를 새로 추첨해서 다음 차례를 준비한다.
한 플레이어가 자신의 마지막 정착민 주택 토큰을 플레이하면 게임이 끝난다. 그러면 각 플레이어는 점수 획득 방법에 따라 금화를 합산하며, 가장 많이 금화를 획득한 플레이어가 승리한다.

## 전략
'위치 타일' 및 이동의 유연성이 열쇠이며, 기존의 정착민 주택 토큰 옆에 플레이해야 하는 것이 극복해야 할 장애다.  그러므로 첫 번째 정착민 주택 토큰을 강력한 타일을 제공할 수 있는 위치 옆에 놓아야 한다.  예를 들면,  첫번 째 배치가 6각형 숲이었고,  다음 차례에 잔디 지형 카드를 뽑으면,  6각형 숲 지형 옆의 잔디에 플레이할 것이 요구된다.  첫번 째 배치가 다음 배치를 제한한다. 배치를 주의깊게 하면, 강력한 위치 타일과 운이 플레이어에게 유연성을 줘서 더 많은 타일과 수익성 있는 6각형 지형을 점유할 수 있게 된다.

## 확장팩
5개의 확장팩이 출시됐다. 확장팩에는 새로운 게임 보드 및 위치가 포함되어 있으며, 플레이어의 왕국 확장 및 금화 획득의 다른 방법도 추가되었다.
- 노매드(Nomads):  보드판 4개,  위치 타입의 노매드(한 번의 추가 행동이 가능)  4개,  킹덤 빌더 카드 3장, 5번째 플레이어를 위한 게임품목이 새롭게 포함되어 있다.
- 크로스로드(Crossroads): 보드판 4개, 위치 타입 8개, 킹덤 빌더 카드 6장, 기타 게임 품목 들이 새롭게 포함되어 있다.
- 캐피톨(Capitol): ‘캐피톨’ 게임 품목 2개로 게임이 확장되어 있다.
- 케이브(Caves): ‘케이브’ 게임 품목 4개로 게임이 확장되어 있다.
- 아일랜드(Island): 새로운 위치 타입이 있는 더 작은 보드판 2개가 포함되어 있다.